# Capa límite de Blasius
En física y mecánica de fluidos, una capa límite de Blasius, llamada así por  Paul Richard Heinrich Blasius,  describe la capa límite laminar bidimensional constante que se forma en una placa semi-infinita que se mantiene paralela a un flujo unidireccional constante. Falkner y Skan generalizaron posteriormente la solución de Blasius al flujo en cuña (capa límite de Falkner-Skan), es decir, a los flujos en los que la placa no es paralela al flujo.

## Ecuaciones de la capa límite de Prandtl

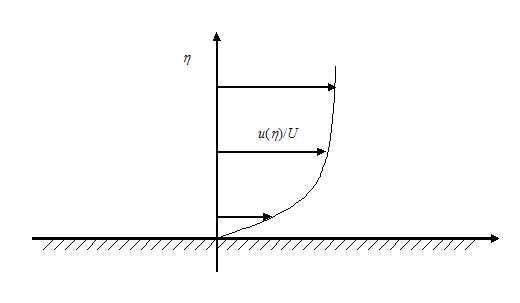
Diagrama esquemático del perfil de flujo de Blasius. Se muestra la componente de la velocidad en el sentido de la corriente, en función de la variable de similitud.

Utilizando argumentos de escala, Ludwig Prandtl argumentó que aproximadamente la mitad de los términos de las ecuaciones de Navier-Stokes son despreciables en los flujos de capa límite (excepto en una pequeña región cerca del borde de ataque de la placa). Esto conduce a un conjunto reducido de ecuaciones conocidas como ecuaciones de la capa límite. Para un flujo incompresible constante con viscosidad y densidad constantes, dichas ecuaciones son:
Continuidad de masas: {\displaystyle {\dfrac {\partial u}{\partial x}}+{\dfrac {\partial v}{\partial y}}=0}
{\displaystyle x}-Momento: {\displaystyle u{\dfrac {\partial u}{\partial x}}+v{\dfrac {\partial u}{\partial y}}=-{\dfrac {1}{\rho }}{\dfrac {\partial p}{\partial x}}+{\nu }{\dfrac {\partial ^{2}u}{\partial y^{2}}}}
{\displaystyle y}-Momento: {\displaystyle 0=-{\dfrac {1}{\rho }}{\dfrac {\partial p}{\partial y}}}
Aquí el sistema de coordenadas se elige con {\displaystyle x} apuntando paralelo a la placa en la dirección del flujo y la coordenada {\displaystyle y} apuntando normal a la placa, {\displaystyle u} y {\displaystyle v} son las componentes {\displaystyle x} y {\displaystyle y} de la velocidad, {\displaystyle p} es la presión, {\displaystyle \rho } es la densidad y {\displaystyle \nu } es la viscosidad cinemática.
Se han encontrado varias soluciones de similitud para este conjunto de ecuaciones para diversos tipos de flujo, incluido el flujo sobre una placa plana delgada. El término similitud se refiere a la propiedad de que los perfiles de velocidad en diferentes posiciones del flujo son los mismos, aparte de los factores de escala. Los factores de escala de similitud reducen el conjunto de ecuaciones diferenciales parciales a un conjunto relativamente fácil de resolver de ecuaciones diferenciales ordinarias no lineales.  Paul Richard Heinrich Blasius, uno de los alumnos de Prandtl, desarrolló el modelo de similitud correspondiente al flujo para el caso en que el gradiente de presión, {\displaystyle {\partial p}}/{\displaystyle {\partial x}}, a lo largo de una placa plana delgada es despreciable en comparación con cualquier gradiente de presión en la región de la capa límite.

## Ecuación de Blasius - capa límite de primer orden
Blasius demostró que para el caso en que {\displaystyle {\partial p}/{\partial x}=0}, la ecuación de Prandtl {\displaystyle x}-momentum tiene una solución autosimilar. La solución autosimilar existe porque las ecuaciones y las condiciones de contorno son invariantes bajo la transformación
{\displaystyle x\rightarrow c^{2}x,\quad y\rightarrow cy,\quad u\rightarrow u,\quad v\rightarrow {\frac {v}{c}}}
donde {\displaystyle c} es cualquier constante positiva. Introdujo las variables autosimilares
{\displaystyle \eta ={\dfrac {y}{\delta (x)}}=y{\sqrt {\dfrac {U}{\nu x}}},\quad \psi ={\sqrt {\nu Ux}}f(\eta )}
donde 

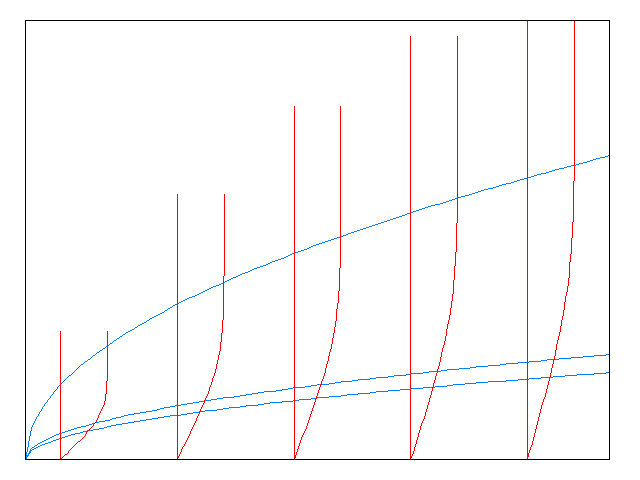
Desarrollo de la capa límite de Blasius (no a escala). El perfil de velocidad se muestra en rojo en posiciones seleccionadas a lo largo de la placa. Las líneas azules representan, en orden de arriba a abajo, la línea de velocidad de la corriente libre al 99%, el espesor de desplazamiento y. Véase Espesor de la capa límite para una explicación más detallada.

- {\textstyle \delta (x)\propto {\sqrt {\nu x/U}}} es el espesor de la capa límite,
- {\displaystyle U} es la velocidad de la corriente libre,
- y {\displaystyle \psi } es la función de corriente.

La función de corriente es directamente proporcional a la función normalizada, {\displaystyle f(\eta )}, que es sólo una función de la variable de espesor de similitud. Esto nos lleva directamente a las componentes de velocidad:: 136 
{\displaystyle u(x,y)={\dfrac {\partial \psi }{\partial y}}=Uf'(\eta ),\quad v(x,y)=-{\dfrac {\partial \psi }{\partial x}}={\frac {1}{2}}{\sqrt {\dfrac {\nu U}{x}}}[\eta f'(\eta )-f(\eta )]}
Donde el primero denota derivación con respecto a {\displaystyle \eta }.
La sustitución en la ecuación del {\displaystyle x}-momento da la ecuación de Blasius
{\displaystyle 2f'''+f''f=0}
Las condiciones de contorno son la condición de no deslizamiento, la impermeabilidad de la pared y la velocidad de la corriente libre fuera de la capa límite
{\displaystyle u(x,0)=0\rightarrow f'(0)=0}
{\displaystyle v(x,0)=0\rightarrow f(0)=0}
{\displaystyle u(x,\infty )=U\rightarrow f'(\infty )=1}
Se trata de una ecuación diferencial ordinaria no lineal de tercer orden que puede resolverse numéricamente, por ejemplo, con el método de disparo.
Con la solución para {\displaystyle f} y obtenidas sus derivadas, la ecuación de Prandtl {\displaystyle y}-momentum puede ser adimensionalizada y reordenada para obtener el gradiente de presión {\displaystyle y}, {\displaystyle {\partial p}}/{\displaystyle {\partial y}}, como: 46 
{\displaystyle {\frac {x^{2}}{U^{2}\delta ^{*}}}{\frac {1}{\rho }}{\frac {\partial P}{\partial y}}\quad =\quad {\frac {1}{2}}\eta f'''\;+\;{\frac {1}{2}}f''\;-\;{\frac {1}{4}}ff'\;+\;{\frac {1}{4}}\eta f'^{2}\;+\;{\frac {1}{4}}\eta ff''\quad \quad ,}
donde {\displaystyle \delta ^{*}} es el espesor de desplazamiento de Blasius.
La velocidad normal de Blasius {\displaystyle v(x,y)} y el gradiente de presión {\displaystyle y} ascienden a un valor de 0.86 y 0.43, respectivamente, a valores grandes de {\displaystyle \eta } mientras que {\displaystyle u(x,y)} asciende a la velocidad de la corriente libre {\displaystyle U}.  Como {\displaystyle \eta } tiende a cero, la escala {\displaystyle y}-gradiente de presión va a 0,16603.
La forma límite para {\displaystyle \eta \ll 1} pequeña es
{\displaystyle f(\eta )={\frac {1}{2}}\alpha \eta ^{2}+O(\eta ^{5}),\qquad \alpha =0.332057336215196}
y la forma límite para grandes {\displaystyle \eta \gg 1} es
{\displaystyle f(\eta )=\eta -\beta +O\left((\eta -\beta )^{-2}e^{-{\frac {1}{2}}(\eta -\beta )^{2}}\right),\qquad \beta =1.7207876575205}

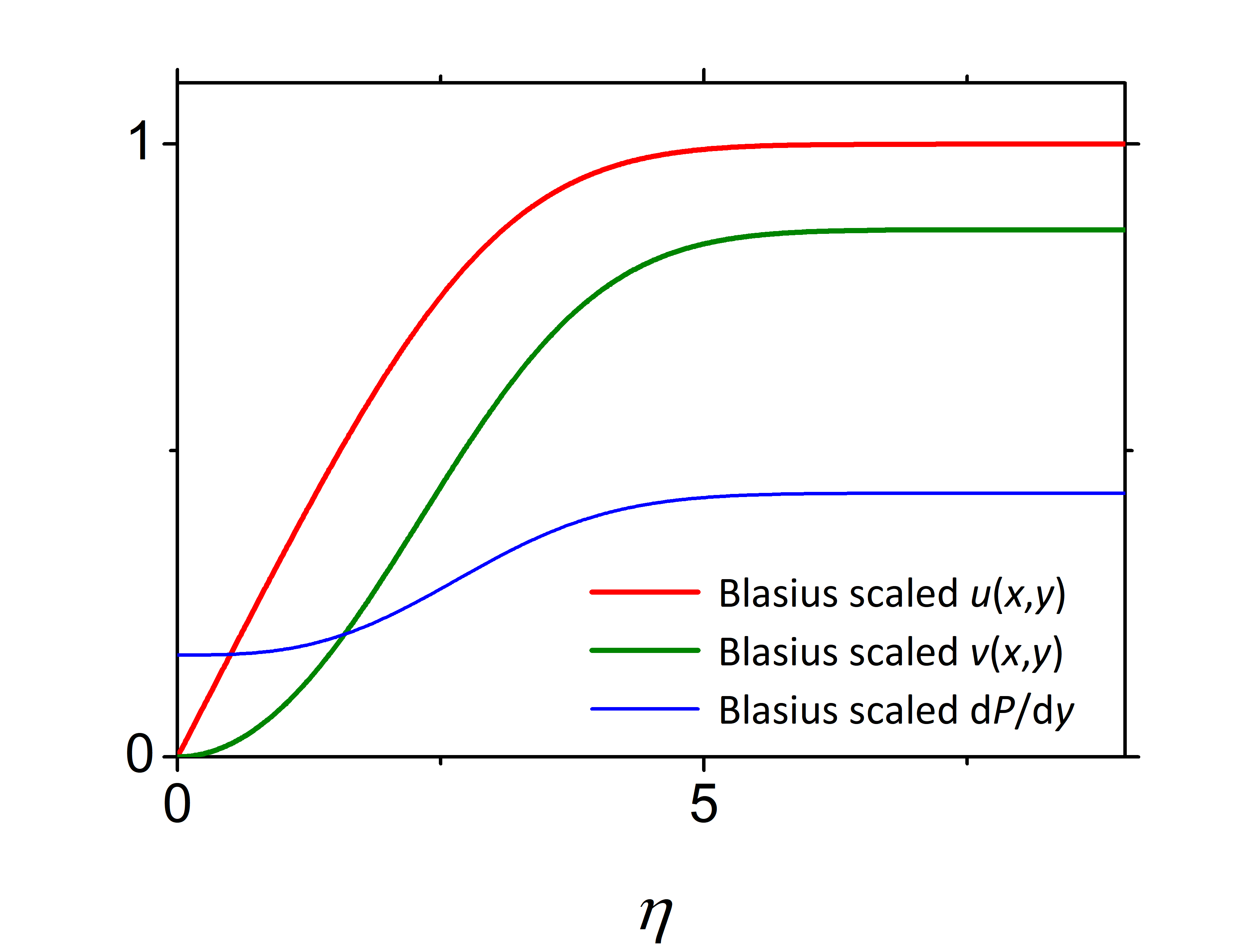
Representación esquemática de las velocidades escaladas y el gradiente de presión para el flujo de la capa límite de Blasius frente a la altura normal escalada sobre la pared,. La línea roja es la velocidad escalada Blasius, la línea verde es la Blasius y la línea azul es la Blasius.

Los parámetros característicos de las capas límite son el espesor de la capa límite viscosa de dos sigmas,, {\displaystyle \delta _{v}}, el espesor de desplazamiento {\displaystyle \delta ^{*}}, el espesor del momento {\displaystyle \theta }, el esfuerzo cortante de la pared {\displaystyle \tau _{w}} y la fuerza de arrastre {\displaystyle F} actuando sobre una longitud {\displaystyle l} de la placa.  Para la solución de Blasius, vienen dadas por
{\displaystyle \delta _{99}\approx \delta _{v}=5.29{\sqrt {\frac {\nu x}{U}}}}
{\displaystyle \delta ^{*}=\delta _{1}=\int _{0}^{\infty }\left(1-{\frac {u}{U}}\right)dy=1.72{\sqrt {\frac {\nu x}{U}}}}
{\displaystyle \theta =\delta _{2}=\int _{0}^{\infty }{\frac {u}{U}}\left(1-{\frac {u}{U}}\right)dy=0.665{\sqrt {\frac {\nu x}{U}}}}
{\displaystyle \tau _{w}=\mu \left({\frac {\partial u}{\partial y}}\right)_{y=0}=0.332{\sqrt {\frac {\rho \mu U^{3}}{x}}}}
{\displaystyle F=2\int _{0}^{l}\tau _{w}dx=1.328{\sqrt {\rho \mu lU^{3}}}}
El factor {\displaystyle 2} en la fórmula de la fuerza de arrastre es para tener en cuenta ambos lados de la placa.
La integral de momento de Von Kármán y la integral de energía para el perfil de Blasius se reducen a
{\displaystyle {\frac {\tau _{w}}{\rho U^{2}}}={\frac {\partial \delta _{2}}{\partial x}}+{\frac {v_{w}}{U}}}
{\displaystyle {\frac {2\varepsilon }{\rho U^{3}}}={\frac {\partial \delta _{3}}{\partial x}}+{\frac {v_{w}}{U}}}
donde 
- {\displaystyle \tau _{w}} es el esfuerzo cortante de pared,
- {\displaystyle v_{w}} es la velocidad de inyección/succión de pared,
- {\displaystyle \varepsilon } es la tasa de disipación de energía,
- {\displaystyle \delta _{2}} es el espesor de momento y
- {\displaystyle \delta _{3}} es el espesor de energía.

### Unicidad de la solución de Blasius
La solución de Blasius no es única desde una perspectiva matemática,: 131  como el propio Ludwig Prandtl señaló en su transposición y analizado por una serie de investigadores como Keith Stewartson, Paul A. Libby. A esta solución puede añadirse cualquiera del conjunto discreto infinito de funciones propias, cada una de las cuales satisface la ecuación linealmente perturbada con condiciones homogéneas y decaimiento exponencial en el infinito. La primera de estas funciones resulta ser la derivada de primer orden respecto a {\displaystyle x} de la solución de Blasius, que representa la incertidumbre en la localización efectiva del origen.

### Capa límite de segundo orden
Esta aproximación de la capa límite predice una velocidad vertical distinta de cero lejos de la pared, que debe tenerse en cuenta en la capa externa no viscosa del siguiente orden y en la solución correspondiente de la capa límite interna, que a su vez predice una nueva velocidad vertical, y así sucesivamente. La velocidad vertical en el infinito para el problema de la capa límite de primer orden a partir de la ecuación de Blasius es:
{\displaystyle v=0.86{\sqrt {\frac {\nu U}{x}}}}
La solución para la capa límite de segundo orden es cero. La solución para la capa límite externa no viscosa e interna son: 134 
{\displaystyle \psi (x,y)\sim {\begin{cases}y-{\sqrt {\frac {\nu }{Ux}}}\beta \ \Re {\sqrt {2(x+iy)}},&{\text{exterior }}\\{\sqrt {2\nu Ux}}f(\eta )+0,&{\text{interior}}\end{cases}}}
De nuevo como en el problema de frontera de primer orden, a esta solución se le puede añadir cualquiera del conjunto infinito de eigensoluciones. En todas las soluciones {\displaystyle Re=Ux/\nu } puede considerarse como un número de Reynolds.

### Capa límite de tercer orden
Dado que el problema interno de segundo orden es cero, las correcciones correspondientes al problema de tercer orden son nulas, es decir, el problema externo de tercer orden es el mismo que el problema externo de segundo orden.: 139  La solución para la corrección de tercer orden no tiene una expresión exacta, pero la expansión de la capa límite interior es de la forma siguiente:
{\displaystyle \psi (x,y)\sim {\sqrt {2\nu Ux}}f(\eta )+0+\left({\frac {\nu }{Ux}}\right)^{3/2}\left[\log \left({\frac {Ux}{\nu }}\right){\sqrt {\frac {x}{2}}}f_{32}(\eta )+{\frac {1}{\sqrt {2x}}}f_{31}(\eta )\right]+\cdot \cdot \cdot }
donde {\displaystyle f_{32}} es la primera solución propia de la solución de primer orden de la capa límite (que es {\displaystyle x} derivada de la solución de primer orden de Blasius) y la solución para {\displaystyle f_{31}} no es única y el problema queda con una constante indeterminada.

## Capa límite de Blasius con succión
La succión es uno de los métodos habituales para posponer la separación de la capa límite. Considérese una velocidad de succión uniforme en la pared {\displaystyle v(0)=-V}.  Bryan Thwaites demostró que la solución para este problema es la misma que la solución de Blasius sin succión para distancias muy próximas al borde de ataque. Introduciendo la transformación
{\displaystyle \psi ={\sqrt {2U\nu x}}f(\xi ,\eta ),\quad \xi =V{\sqrt {\frac {x}{2U\nu }}},\quad \eta ={\sqrt {\frac {U}{2\nu x}}}y}
en las ecuaciones de la capa límite conduce a
{\displaystyle u=U{\frac {\partial f}{\partial \eta }},\quad v=-{\sqrt {\frac {U\nu }{2x}}}\left(f+\xi {\frac {\partial f}{\partial \xi }}-\eta {\frac {\partial f}{\partial \eta }}\right),}
{\displaystyle {\frac {\partial ^{3}f}{\partial \eta ^{3}}}+f{\frac {\partial ^{2}f}{\partial \eta ^{2}}}+\xi \left({\frac {\partial f}{\partial \xi }}{\frac {\partial ^{2}f}{\partial \eta ^{2}}}-{\frac {\partial ^{2}f}{\partial \xi \partial \eta }}{\frac {\partial f}{\partial \eta }}\right)=0}
con las siguientes condiciones de contorno:
{\displaystyle f(\xi ,0)=\xi ,\quad {\frac {\partial f}{\partial \eta }}(\xi ,0)=0,\quad {\frac {\partial f}{\partial \eta }}(\xi ,\infty )=0.}

### Transformación de Von Mises
Iglisch obtuvo la solución numérica completa en 1944. Si además se introduce la transformación de von Mises
{\displaystyle \sigma =2\xi ,\quad \psi -Vx={\frac {U\nu }{2V}}\sigma \tau ^{2},\quad \phi ={\frac {4u^{2}}{U^{2}}},\quad \chi =U^{2}-u^{2}=U^{2}\left(1-{\frac {V}{4}}\right),}
entonces las ecuaciones se convierten en:
{\displaystyle {\sqrt {\phi }}{\frac {\partial ^{2}\phi }{\partial \tau ^{2}}}+\left(2\sigma \tau +\tau ^{3}-{\frac {\sqrt {\phi }}{\tau }}\right){\frac {\partial \phi }{\partial \tau }}=2\sigma \tau ^{2}{\frac {\partial \phi }{\partial \sigma }}}
con las siguientes condiciones de contorno:
{\displaystyle \phi (0,\tau )=4,\quad \phi (\sigma ,0)=0,\quad \phi (\sigma ,\infty )=4.}
Esta ecuación parabólica en derivadas parciales se puede plantear partiendo de {\displaystyle \sigma =0} numéricamente.

### Perfil asintótico de succión
Dado que la convección debida a la succión y la difusión debida a la pared sólida actúan en sentido contrario, el perfil alcanzará solución estable a gran distancia, a diferencia del perfil de Blasius en el que la capa límite crece indefinidamente. La solución fue obtenida por primera vez por Griffith y F.W. Meredith. Para distancias desde el borde de ataque de la placa {\displaystyle x\gg \nu U/V^{2}}, tanto el espesor de la capa límite como la solución son independientes de {\displaystyle x} dada por
{\displaystyle \delta ={\frac {\nu }{V}},\quad u=U(1-e^{-yV/\nu }),\quad v=-V.}
Stewartson estudió la correspondencia de la solución completa con el perfil de succión asintótica.

## Capa límite de Blasius compresible
Aquí se estudia la capa límite de Blasius con una entalpía específica especificada {\displaystyle h} en la pared es estudiada. La densidad {\displaystyle \rho }, viscosidad {\displaystyle \mu } y la conductividad térmica {\displaystyle \kappa } ya no son constantes aquí. La ecuación de conservación de la masa, el momento y la energía serán las siguientes:
{\displaystyle {\begin{aligned}{\frac {\partial (\rho u)}{\partial x}}+{\frac {\partial (\rho v)}{\partial y}}&=0,\\\rho \left(u{\frac {\partial u}{\partial x}}+v{\frac {\partial u}{\partial y}}\right)&={\frac {\partial }{\partial y}}\left(\mu {\frac {\partial u}{\partial y}}\right),\\\rho \left(u{\frac {\partial h}{\partial x}}+v{\frac {\partial h}{\partial y}}\right)&={\frac {\partial }{\partial y}}\left({\frac {\mu }{Pr}}{\frac {\partial h}{\partial y}}\right)+\mu \left({\frac {\partial u}{\partial y}}\right)^{2}\end{aligned}}}
donde {\displaystyle Pr=c_{p_{\infty }}\mu _{i}nfty/\kappa _{\infty }} es el número de Prandtl con sufijo {\displaystyle \infty } que representa propiedades evaluadas en el infinito. Las condiciones de contorno se convierten en
{\displaystyle u=v=h-h_{w}(x)=0\ {\text{for}}\ y=0},
{\displaystyle u-U=h-h_{\infty }=0\ {\text{for}}\ y=\infty \ {\text{or}}\ x=0}.
A diferencia de la capa límite incompresible, la solución de similitud sólo existe si la transformación
{\displaystyle x\rightarrow c^{2}x,\quad y\rightarrow cy,\quad u\rightarrow u,\quad v\rightarrow {\frac {v}{c}},\quad h\rightarrow h,\quad \rho \rightarrow \rho ,\quad \mu \rightarrow \mu }
se cumple y esto sólo es posible si {\displaystyle h_{w}={\text{constante}}}.

### Transformación de Howarth

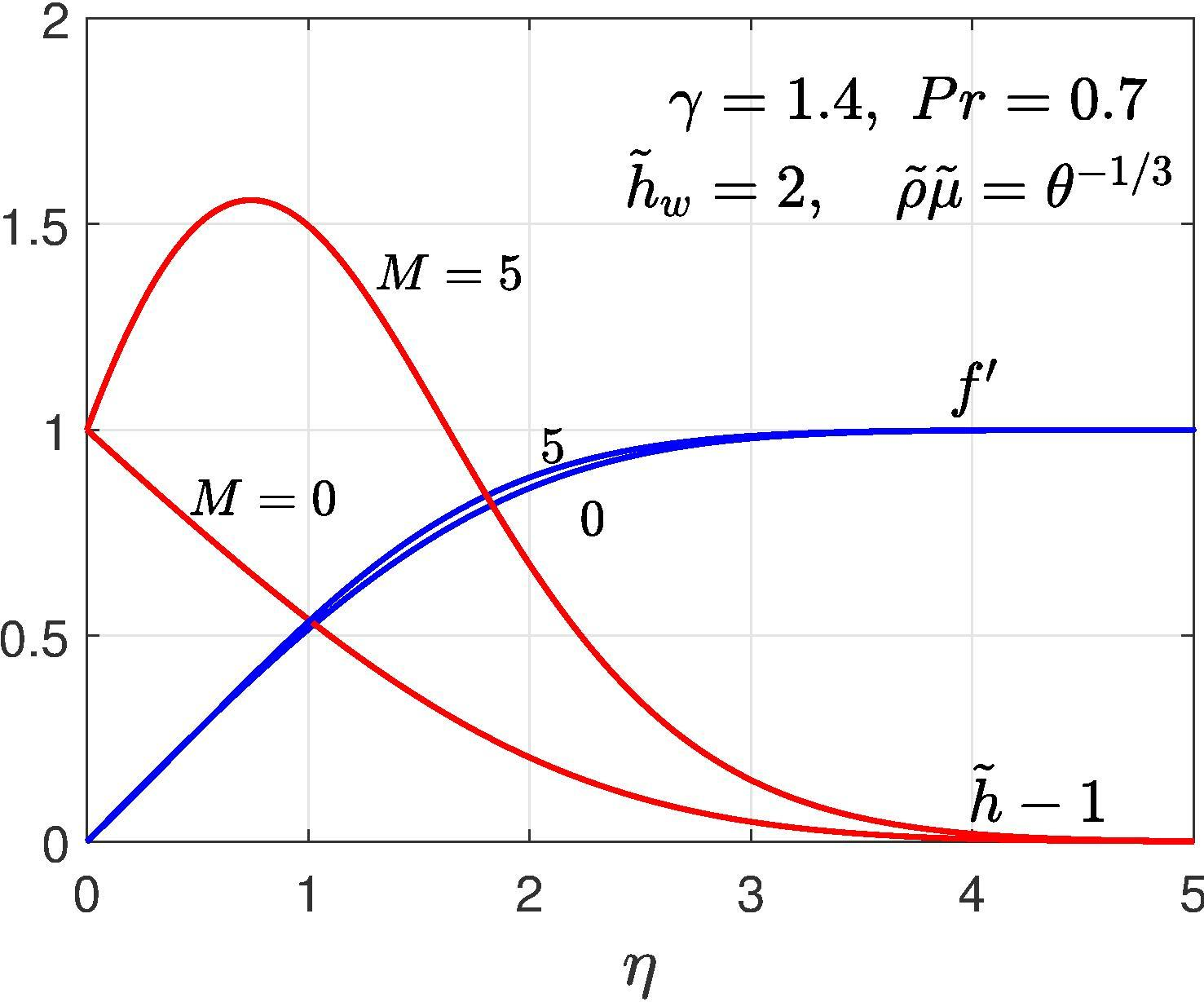
Capa límite de Blasius compresible

Introduciendo las variables autosimilares mediante la transformación Howarth-Dorodnitsyn
{\displaystyle \eta ={\sqrt {\frac {U}{2\nu _{\infty }x}}}\int _{0}^{y}{\frac {\rho }{\rho _{\infty }}}dy,\quad f(\eta )={\frac {\psi }{\sqrt {2\nu _{\infty }Ux}}},\quad {\tilde {h}}(\eta )={\frac {h}{h_{\infty }}},\quad {\tilde {h}}_{w}={\frac {h_{w}}{h_{\infty }}},\quad {\tilde {\rho }}={\frac {\rho }{\rho _{\infty }}},\quad {\tilde {\mu }}={\frac {\mu }{\mu _{\infty }}}}
las ecuaciones se reducen a
{\displaystyle {\begin{aligned}2({\tilde {\rho }}{\tilde {\mu }}f'')'+ff''=0,\\({\tilde {\rho }}{\tilde {\mu }}{\tilde {h}}')'+Prf{\tilde {h}}'+Pr(\gamma -1)M^{2}{\tilde {\rho }}{\tilde {\mu }}f''^{2}=0\end{aligned}}}
donde {\displaystyle \gamma } es el coeficiente de dilatación adiabática y {\displaystyle M=U/c_{\infty }} es el número de Mach, donde {\displaystyle c_{\infty }} es la velocidad del sonido. La ecuación puede resolverse una vez especificados {\displaystyle {\tilde {\rho }}={\tilde {\rho }}({\tilde {h}}),{\tilde {\mu }}={\tilde {\mu }}({\tilde {h}})}. Las condiciones de contorno son
{\displaystyle f(0)=f'(0)=\theta (0)-{\tilde {h}}_{w}=f'(\infty )-1={\tilde {h}}(\infty )-1=0.}
Las expresiones comúnmente utilizadas para el aire son {\displaystyle \gamma =1,4,\ Pr=0,7,\ {\tilde {\rho }}={\tilde {h}}^{-1},\ {\tilde {\mu }}={\tilde {h}}^{2/3}}. Si {\displaystyle c_{p}} es constante, entonces {\displaystyle {\tilde {h}}={\tilde {\theta }}=T/T_{\infty }}. La temperatura dentro de la capa límite aumentará aunque la temperatura de la placa se mantenga a la misma temperatura que la ambiente, debido al calentamiento disipativo y, por supuesto, estos efectos de disipación sólo son pronunciados cuando el número de Mach {\displaystyle M} es grande.

## Capa límite de Blasius de primer orden en coordenadas parabólicas
Dado que las ecuaciones de la capa límite son ecuaciones parabólicas en derivadas parciales, las coordenadas naturales para el problema son coordenadas parabólicas.: 142  La transformación desde coordenadas cartesianas {\displaystyle (x,y)} a coordenadas parabólicas {\displaystyle (\xi ,\eta )} viene dada por
{\displaystyle x+iy={\frac {1}{2}}(\xi +i\eta )^{2},\quad x={\frac {1}{2}}(\xi ^{2}-\eta ^{2}),\quad y=\xi \eta }.